# Unsterbliches Schachproblem
Als Unsterbliches Schachproblem wird eine am 16. August 1851 in der Illustrirten Zeitung (Nr. 424, S. 160) publizierte Schachkomposition von Conrad Bayer bezeichnet. In der Schachliteratur wird gelegentlich als Quelle das von Johann J. Löwenthal veranstaltete The Era-Problemturnier 1856 angegeben, bei der Conrad Bayer den 1. Preis erringen konnte, bei dem aber dieses Problem nicht zu seinen eingesendeten zählte.
|   | a | b | c | d | e | f | g | h |   |
| 8 |   |   |   |   |   |   |   |   | 8 |
| 7 |   |   |   |   |   |   |   |   | 7 |
| 6 |   |   |   |   |   |   |   |   | 6 |
| 5 |   |   |   |   |   |   |   |   | 5 |
| 4 |   |   |   |   |   |   |   |   | 4 |
| 3 |   |   |   |   |   |   |   |   | 3 |
| 2 |   |   |   |   |   |   |   |   | 2 |
| 1 |   |   |   |   |   |   |   |   | 1 |
|   | a | b | c | d | e | f | g | h |   |

Lösung:

1. Tb7 Dxb7
2. Lxg6+ Kxg6
3. Dg8+ Kxf5
4. Dg4+ Ke5
5. Dh5+ Tf5
6. f4+ Lxf4
7. Dxe2+ Lxe2
8. Te4+ dxe4
9. d4#

Weiß opfert im Lösungsverlauf alle seine Figuren, um mit seinem letzten Bauern den schwarzen König in der Mitte des Brettes mattzusetzen (Opferminimal).
Das Problem entsprach dem Zeitgeschmack der so genannten romantischen Schachepoche, in der eine Mattsetzung unter möglichst großen Opfern als Triumph des Geistes über die Materie galt. Die gleichen ästhetischen Kriterien führten auch zur Namensgebung der Unsterblichen Partie.
Heutzutage wird das Problem gelegentlich als Benchmark für die Effizienz der Mattsuche von Schachprogrammen verwendet.